# Ritterschwert
Als Ritterschwert bezeichnet man heute umgangssprachlich, im Gegensatz zum Langen Schwert, vor allem Einhand-Schwerttypen des europäischen Mittelalters, die im Zeitraum vom 10. bis 15. Jahrhundert als Kampfwaffen vornehmlich vom Schwertadel verwendet wurden. Unter dem Begriff können alle einhändig geführten geraden Schwerter des Hoch- und Spätmittelalters aufgefasst werden, wobei die Übergänge zu den wikingerzeitlichen Schwertern des Frühmittelalters fließend sind.

## Beschreibung
Kennzeichnend ist im Vergleich zu frühmittelalterlichen Schwertern vor allem die lange Parierstange, die die Kreuzform dieser Schwerter bedingte. Nach der Oakeshott-Klassifikation können unter den Schwertern des europäischen Hoch- und Spätmittelalters zwei Grundtypen unterschieden werden. Dies sind zum einen Schwerter, die meist breite Klingen besitzen und durch im Querschnitt konvexe Schneiden gekennzeichnet sind, und zum anderen Schwerter mit sich zur Spitze verjüngender Klinge mit rhombischem Querschnitt. Die Schwerter der ersten Gruppe (Typ X–XIV) fanden vor allem zwischen 1050 und 1350 Verwendung und wurden vorzugsweise als Hiebwaffen gegen leichte Kettenrüstungen eingesetzt. Die Schwerter der zweiten Gruppe lösten diese um 1350 allmählich ab und wurden bis zum Beginn der Neuzeit verstärkt als Stoßwaffen eingesetzt, um schwere Plattenrüstungen zu durchstoßen. Gesondert müssen innerhalb beider Gruppen Anderthalbhänder und Zweihandschwerter betrachtet werden.

## Entwicklung

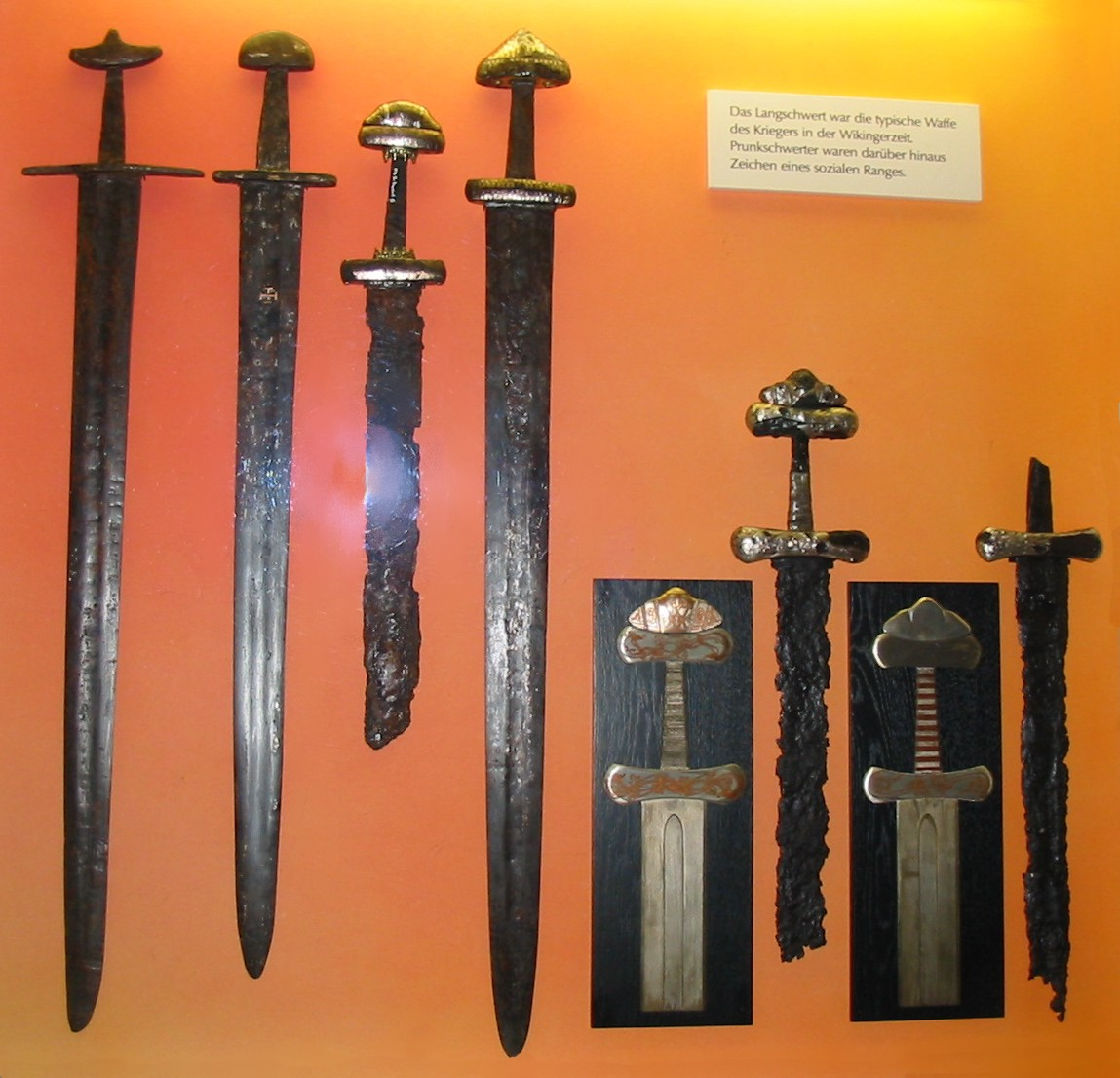
Wikingerzeitliche Schwerter, die zum Teil Übergänge zum Ritterschwert zeigen

Das europäische, mittelalterliche Schwert entwickelte sich im Laufe des Früh- und Hochmittelalters nahtlos aus der Spatha. Als eine Art Übergangstypus zu den hochmittelalterlichen Schwertformen kann das sog. „Wikingerschwert“ gelten, das etwa vom 8. bis 10. Jahrhundert verbreitet war und in die Typen I bis IX unterteilt werden kann. Entgegen dem gebräuchlichen Namen waren diese Schwerter der Wikingerzeit nicht nur bei Wikingern, sondern auch im übrigen Europa, etwa im Frankenreich, verbreitet. Die Klingenformen dieser Schwerter diversifizierten sich im Laufe der Zeit, das Parier war nun immer aus Metall und wurde mit der Zeit breiter. Die Klinge, anfangs meist nur für den Hieb ausgelegt (abgerundeter hieboptimierter Ort, relativ parallele Schneidkanten), wurde im Hochmittelalter stichlastiger gestaltet und wies eine verstärkte Abnahme der Klingenbreite zum Ort hin. Ab dem 10. Jahrhundert verzichtet man zunehmend auf komplexe Damaszierungen und geht zu Raffinierstahlklingen über, die unter anderem in „Drei-Lagen-Technik“ oder „Weichekerntechnik“ geschmiedet wurden. Wie bei jeder Gebrauchswaffe waren die Qualitätsschwankungen mitunter sehr ausgeprägt.
Bekannte hochmittelalterliche Schwerter sind etwa die Joyeuse, die angeblich als Schwert Karls des Großen galt, und das Reichsschwert, einst Insigne des Heiligen Römischen Reiches.
In der Mitte des 13. Jahrhunderts zeichnete sich eine Wende in der Waffentechnik ab, denn die Ringpanzer wurden verbessert und zunehmend mit Platten verstärkt, was noch stärker stichlastige Klingen erforderte. Eine Vielzahl an Schwerttypen wurde entwickelt, die aber schon bald ihre Hiebwirkung zugunsten der Sticheffektivität einbüßten. Mitte des 14. Jahrhunderts setzte sich das lange Schwert und die Typen XIV bis XVIII zunehmend durch, denn das hochmittelalterliche Hiebwaffen-Design wurde aufgrund der Entwicklung des Plattenpanzers zunehmend ineffektiv. In den letzten hundert Jahren des ausgehenden Mittelalters entstand eine große Fülle an verschiedenen Schwertarten, die jeweils an ihre Aufgabe angepasst waren.

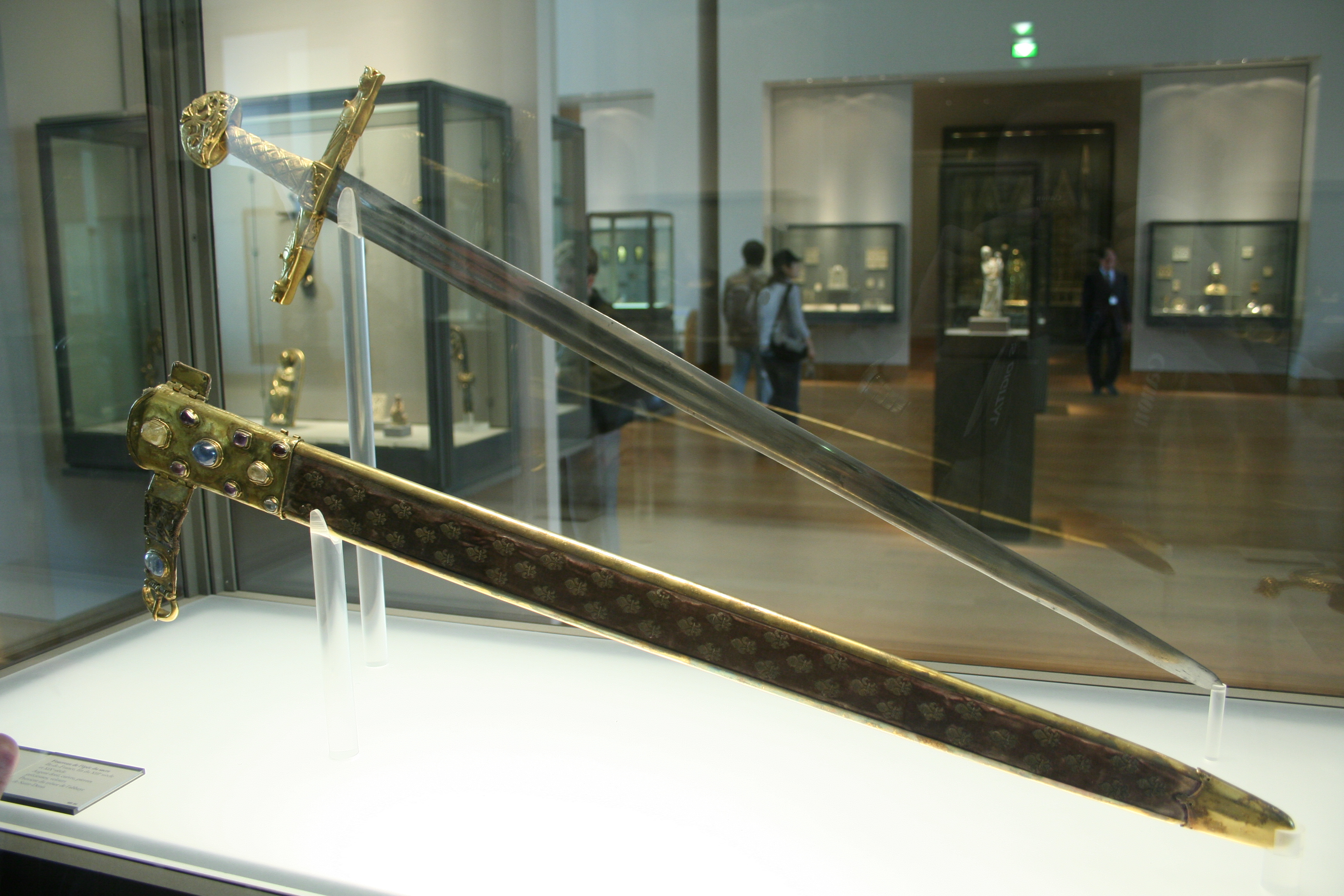
Die Joyeuse gilt als Schwert Karls des Großen, stammt aber im Wesentlichen aus dem Hochmittelalter

Ab etwa 1600 setzten sich Feuerwaffen zunehmend durch, was eine Reduktion der Rüstungen nach sich zog. Dadurch wurden die Schwerter insgesamt schlanker und entwickelten sich zum Degen. In der neuzeitlichen Kampfweise, bei der in der Regel auch keine Schilde verwendet wurden, war die Schwerthand dem Gegner stärker ausgesetzt. Dies führte schließlich zur Ausbildung von komplexen Gefäßen und damit zur Abkehr vom kreuzförmigen Ritterschwert mit einfacher Parierstange. Parallel zum Degen waren allerdings auch in der Neuzeit Formen mit breiten Klingen, etwa das Korbschwert in Gebrauch.

## Schmiedetechnische Herstellung

### Stahl
Laut zahlreichen Untersuchungen von europäischen antiken, römischen, mittelalterlichen und renaissancezeitlichen Stahlerzeugnissen kann davon ausgegangen werden, dass es sehr unterschiedliche Qualitätsstufen gab, die von reinem Eisen bis zu hochwertigen Stählen reichten. Das Ausgangsmaterial für Schwertklingen kam in der Regel von einheimischen Rennöfen (im späteren Mittelalter und Renaissance auch Stückofen oder Hochofen) in Form von Eisenluppen, die typischerweise mit zahlreichen Beimengungen von Schlacke, Schwefel und Phosphor verunreinigt waren. Nachdem die Stücke nach Kohlenstoffgehalt und Reinheit vorsortiert wurden, mussten sie durch Falten und Ausschmieden gereinigt werden. Der Vorgang wurde bis zu zehnmal wiederholt, je nachdem wie gut das Ausgangsmaterial war. Damit wurde Raffinierstahl mit einem Kohlenstoffgehalt von 0,4 bis 1,1 % gewonnen, der anschließend für die Klingenherstellung genutzt werden konnte.
Die Qualität solcher Stähle könnte unter Umständen mit modernen Stählen mithalten. 0,005 % Schwefel und 0,015 % Phosphor, 0,75 % Kohlenstoff und eine homogene Kohlenstoffverteilung mit sehr wenigen Schlackeeinschlüssen ermöglichen eine qualitativ sehr hochwertige, gebrauchstüchtige Klinge. Untersuchungen von spätmittelalterlichen und renaissancezeitlichen Stählen bezeugen, dass die Hochofentechnologie des 15. und 16. Jahrhunderts die Produktion von Stählen ermöglichte, deren Gehalt an Schlacke bisweilen nur 0,3 % betrug. Im Vergleich mit modernen Stählen verringert der Schlackeanteil von 1 bis 2 % die Zugfestigkeit des Stahls um bis zu 25 %, je nach Größe und Verteilung jener nichtmetallischen Einschlüsse. 0,3–0,6 % dürften jedoch nur einen in etwa 10%igen Zugfestigkeitsverlust mit sich bringen. Ein für den damaligen Stand der Technik so reiner Stahl dürfte sich in Form einer Schwertklinge in seiner Hieb- und Schnittleistung nur unwesentlich von modernen unlegierten Kohlenstoffstählen unterscheiden.

### Konstruktion
Wie Untersuchungen an Originalschwertern belegen, wurden in Europa zahlreiche schmiedetechnische Konstruktionen verwendet. Die einfachste und am meisten verwendete Konstruktion seit der Antike war eine Eisenklinge mit separat aufgekohlten Schneiden; dieses Verfahren wurde verwendet, wenn keine hochwertigen Stähle zur Verfügung standen. Zwischen dem 3. und 10. Jahrhundert wurden mitunter sehr komplexe Damaste verwendet, welche in den meisten Fällen einen weichen Eisenkern und separat aufgekohlte Schneiden aufwiesen. Im Hochmittelalter wurden Damaszierungen im Zuge der Verbesserung der Rennofentechnologie nicht mehr verwendet, man ging dazu über Eisen und Stahl miteinander zu „laminieren“, um die positiven Eigenschaften des jeweiligen Materials voll auszunutzen. Dadurch ergaben sich folgende Möglichkeiten: Weichkern-Methode (ein Stück Stahl um einen Eisenkern „gewickelt“), Drei-Lagen-Methode (ein Barren Eisen zwischen zwei Stahlbarren, oder umgekehrt, zu einer Klinge geformt) oder Stapelkonstruktion (mehrere Stähle in einem Stapel miteinander verschweißt und zur Klinge ausgeformt). Dadurch wurde angestrebt, dass die Schneiden und die Oberfläche des Schwertes eher hart sind, der innere Kern aber eher weich, die Klinge trug damit eine scharfe Schneide und war bis zu einem gewissen Grad flexibel und bruchfest. Eine weitere Methode ist das Schmieden der Klinge aus einem ganzen Stück besonders homogenen Stahls, was auch praktiziert wurde, jedoch aus Kostengründen und anderen technischen Einschränkungen nicht so oft wie Laminattechniken.

### Wärmebehandlung
Gemäß den beobachteten Gefügeformationen des Originalstahls unter dem Mikroskop lassen sich drei Basisverfahren unterscheiden: Abschreckhärtung (vollständige oder unvollständige – das sogenannte „slack quenching“), Abschrecken und Anlassen und anschließend gestufte Abschreckung. Die letzte Methode besteht darin, dass ein Werkstück mehrere Male nacheinander für eine sehr kurze Zeit ins Abschreckmedium getaucht und dann wieder rausgezogen wird. Die Oberfläche wird kurzzeitig hart, die im Inneren des Werkstücks verbleibende Hitze bewirkt ein „Anlassen von innen“. So kann die genaue Härte der Schneide eingestellt werden. Die optimale Variante stellt jedoch eine Vollhärtung (das komplette Überführen des Kohlenstoffs in martensitisches Gefüge) und das anschließende Anlassen dar, wobei das volle Potential des Werkstoffes ausgenutzt werden kann. Das Gelingen einer solchen Wärmebehandlung setzt jedoch einen homogenen reinen Werkstoff voraus, denn sonst besteht die Gefahr der Rissbildung – aus diesem Grund wurde die unvollständige Härtung („slack quenching“) im europäischen Mittelalter zu einer der häufigsten Arten der Wärmebehandlung, da sie leichter zu bewerkstelligen war. Es gibt außerdem Hinweise, dass selektive Härtung auch praktiziert wurde, die konkrete Technologie ist jedoch bis heute unbekannt. Es gab außer Wasser auch andere Abschreckmedien (Öl, Salzlösungen), welche heutzutage leider in Vergessenheit geraten sind, so dass der korrekte Prozess wissenschaftlich erschlossen werden muss.
Die dabei erreichte Härte schwankte für gewöhnlich von 200 bis 650 HV. Dabei ist zu beobachten, dass die Klingenmitte für gewöhnlich weicher gewesen ist als die Schneide, wofür es mehrere Erklärungsansätze gibt: geschickte „Feuerführung“, selektives Anlassen oder thermisch widerstandsfähige Isolierschichten wie Lehm. Die durchschnittliche Härte der Schneiden der Originalschwerter ist in den oben erwähnten Quellen mit rund 45–54 HRC angegeben, ein Härtegrad, der mechanisch gesehen den besten Kompromiss zwischen Härte und Zähigkeit darstellt, was dem Verwendungszweck des Kampfschwertes der damaligen Zeit entsprach.

### Polieren
Nach der Herstellung wurde die Klinge einem Spezialisten, dem Schwertfeger überreicht, der sie schliff und polierte, wobei eine feine Spiegelpolitur das Ideal darstellte. Ein ausgeprägtes Können der Schwertfeger lässt sich historisch nachweisen; Feilen, verschiedene Natursteine sowie Polierpulver kamen zum Einsatz. Die feinen Polituren sowie die sichtbaren Schweißmuster auf der Oberfläche der Klingen lassen sich indirekt nachweisen, somit war die Oberflächenveredelung jener der japanischen und arabischen Klingen am nächsten.

## Verwendung

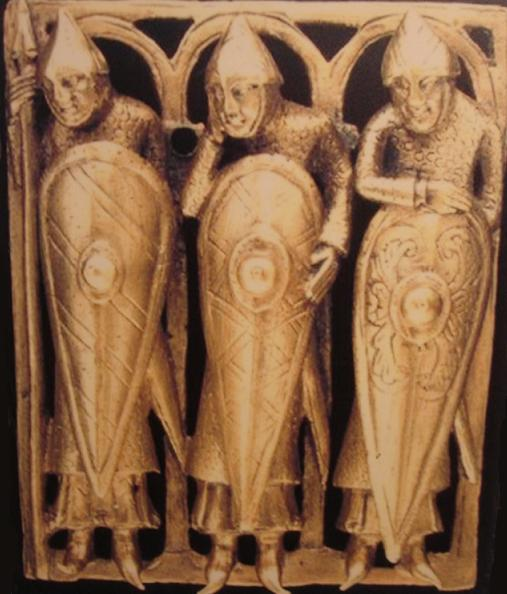
Der sog. Normannenschild (oder Mandelschild) war vom 11. bis ins 12. Jahrhundert die Schildart, welche zusammen mit dem Kampfschwert verwendet wurde

Die meisten Formen des hochmittelalterlichen Kampfschwertes wurden zusammen mit einem Schild oder Buckler getragen. Der Ringpanzer und die meisten Helme boten normalerweise guten Schutz gegen die Schwerthiebe, diese konnten jedoch unter Umständen zerschnitten oder zumindest beschädigt werden, wie z. B. die Abbildungen aus der Maciejowski-Bibel belegen. Auch finden sich Abbildungen im Codex Manesse, wo ein Topfhelm durch ein Kampfschwert gespalten wird. Kampfschwerter wurden vor allem von der gepanzerten Kavallerie des Schwertadels verwendet und fungierten als Reiter-Hiebwaffe; durch einen großen Schild geschützt, war es dem Reiter möglich, Schwerthiebe auszuteilen, wenn seine Hauptwaffe (in der Regel die Lanze) verloren ging oder zerstört wurde. Des Weiteren fand das Kampfschwert seine Verwendung im Gerichtskampf, welcher meist entweder mit Schild oder Buckler (Faustschild) ausgetragen wurde. Im geringen Maße wurden Kampfschwerter in Ritterturnieren eingesetzt, was aber zu einer erhöhten Verletzungsgefahr und Klingenverschleiß führte. Das Kampfschwert wurde in der Regel durch spezielle Turnierschwerter ersetzt.
Die Verwendung des Kampfschwertes als Fechtwaffe ist ebenfalls belegt; das älteste erhaltene Fechtbuch mit der Bezeichnung „Tower-Fechtbuch I.33“ zeugt von einer ausgereiften sportlich-ritterlichen Fechtkunst unter Verwendung eines Kampfschwertes und eines Faustschildes. Hiermit bot das Kampfschwert des Früh-, Hoch- und Spätmittelalters dem damaligen Nutzer eine vielseitige Klingenwaffe, die den Anforderungen der damaligen Kriegsführung und Selbstverteidigung entsprach.

### Trageweise
Gewöhnlich wurde das Schwert in einer Scheide aufbewahrt, die am Wehrgehänge befestigt wurde. Die Scheide einer Gebrauchswaffe (im Gegensatz zu reinen Zeremonial- und Statuswaffen) bestand in der Regel aus Holz, mit Leder überzogen und durch Metallteile (Scheidemundblech, Ortband) ergänzt. Das Innere der Scheide wurde mit Fell ausgekleidet, um das versehentliche Herausgleiten der Waffe zu verhindern. Die Scheide wurde oft mit Stoff- oder Lederwicklungen kunstvoll gestaltet. Das Wehrgehänge selbst befand sich in der Regel am Beckengürtel, wobei die Waffe entweder an einem oder an zwei Lederriemen rund um den Schwerpunkt der Waffe befestigt wurde. Dadurch wurde erreicht, dass das Schwert frei am Gürtel baumelte und bei Bedarf schnell gezogen werden konnte. Das Tragen der Waffe über der Schulter wurde vermutlich auch praktiziert und konnte vor allem zu Transportzwecken verwendet werden. Es gibt auch Meinungen, dass die Kampfschwerter an den Satteln der Pferde befestigt wurden, wobei die Quellenlage bis heute zweifelhaft ist.
Eine heute stark verbreitete Vorstellung, dass die Schwerter auf dem Rücken getragen wurden zwecks der besseren Mobilität und Geschwindigkeit des Ziehens, stammt größtenteils aus dem japanischen Kulturkreis und basiert ihrerseits auch auf einem Missverständnis. Die Hauptwaffe des japanischen Schwertadels vor dem 15. Jahrhundert war das lange Schwert Tachi, welches während des Kampfes wie ein Säbel am Wehrgehänge im Gürtelbereich getragen wurde. Eine spezielle Unterart dieser Schwerter, der Nodachi, war mitunter sehr lang, so wurde dieser jenseits des Kampfes am Rücken/Schulter zwecks Transport befestigt. Im 20. Jahrhundert fanden die entsprechenden Abbildungen und schriftliche Quellen Eingang in die Populärkultur; insbesondere die aus Filmen stammende Figur des Ninja trägt sein Schwert Ninjatō grundsätzlich auf dem Rücken. Diese Trageweise fand sehr schnell Eingang in die Filmindustrie und Computerspiele und wird heute allgemein selten hinterfragt, obwohl gerade für den europäischen Kulturkreis eine solche Trageweise sich nirgendwo historisch belegen lässt.

## Kampfstil und Wirkung

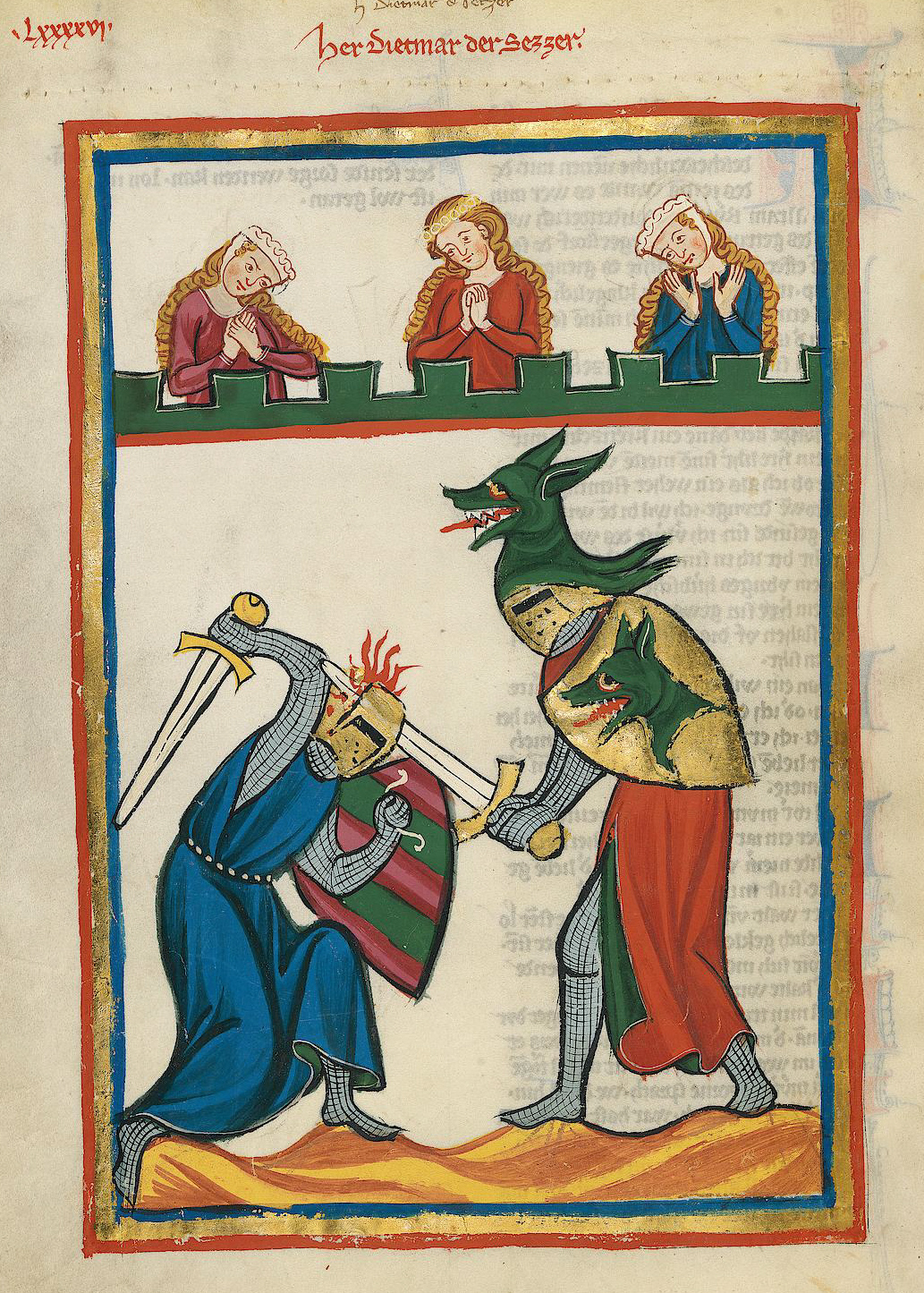
Dietmar der Setzer schlägt während eines Turniers seinem Gegner mit dem beidhändig geführten Schwert den Topfhelm und Schädel ein (Codex Manesse)

Die Schwerttypen X bis XII nach der Oakeshott-Klassifikation waren primär auf den Hieb ausgelegt. Da die meisten Krieger des Früh- und Hochmittelalters entweder zu Fuß mit einem Schild kämpften oder als gepanzerte Kavallerie mit Lanze angriffen, war eine gerade Hiebwaffe von Vorteil. Die Rüstungen dieser Zeit bestanden aus Ketten- oder Schuppenpanzern, die in den meisten Fällen guten Schutz gegen Schwerthiebe boten. Im 12./13. Jahrhundert setzten sich viele Verbesserungen in der Kettenrüstung-Technologie durch, was zu Veränderungen im Klingendesign führte. Schwerter wurden stichlastiger gestaltet und öfter mit einem spitzen Ort versehen, anstatt des abgerundeten Ortes (typisch für Spathae und „Wikingerschwerter“). Dennoch blieb das Kampfschwert immer eine primäre Hiebwaffe. Der Typ XIV (ab 2. Hälfte des 13. Jh.) wurde von vornherein als gleichwertige Hieb- und Stichwaffe gedacht. Mit dem Aufkommen der Platten-Elemente wurden die reinen Hiebschwert-Designs zunehmend ineffektiv, so dass sie im Verlauf des 14. Jahrhunderts durch andere Schwertformen ersetzt wurden.

### Hieb- und Schnitttechnik
Die Technik des Kampfschwertes unterscheidet sich deutlich von der Hiebtechnik der orientalischen Säbel oder fernöstlicher Klingenwaffen wie Katana oder Jian. Als Primärquellen der Kampftechnik sind Fechtbücher zu nennen. Um einen durchgezogenen Hieb auszuführen, machte der Kämpfer gleichzeitig mit dem Schwung einen Schritt nach vorn oder nach hinten und nutzte die Drehung des Körpers (der Hüfte im Speziellen) als Impuls-Quelle für den Hieb. Diese Drehung ermöglichte auch das kurvende Zurückziehen der Klinge, wodurch die Schneiden überhaupt richtig „wirken“ konnten. Hiermit ist jener Schwerthieb eigentlich ein „ziehender Druckschnitt“ (ähnlich einem Kochmesser) und kein „Hacken“, wie es oft von modernen Fechtern und den Medien behauptet wird. Die Analogie zu einer Axt oder einem Baseballschläger ist demzufolge nicht gegeben. In Manuskript I.33 wird außerdem gelehrt, dass beim Fechten Hiebe in einer nach vorne ausgestreckten Position enden, dem langort, welcher als Schlüsselposition verstanden wird. Die Hiebwirkung kommt in diesem Falle fast ausschließlich von der Hüftdrehung und der Vorwärtsbewegung des Körpers; die physische Stärke des Armes, wie oft irrtümlich angenommen, spielt fast keine Rolle. Im Gegensatz zum geraden Schwert haben Säbel durch ihre Klingenkrümmung eine natürliche ziehende Komponente. Daraus wird ersichtlich, dass ein Kampfschwert nur dann richtig „wirken“ kann, wenn es korrekt und fachmännisch eingesetzt wird.
Das Verwenden des Kampfschwertes zur Kontusion des Gegners oder zum „Zerhacken“ der Rüstungen, wie es oft in Massenmedien dargestellt wird, ist jedoch weder belegt noch möglich. Die grifflastige Balance, die moderate Masse (1,1 bis 1,2 kg), die relativ geringe Klingendicke und die scharfen Schneiden sind nur für Hieb und Stich ausgelegt – kraftvolle unkontrollierte Schläge auf Metallteile und andere Schwerter direkt mit der Schneide würden das Schwert evtl. irreparabel beschädigen, ohne nennenswerte Schäden an z. B. Rüstungen zu verursachen. Aus dem ältesten Fechtbuch des europäischen Mittelalters, dem „Royal Armouries Ms. I.33“ geht die Verwendung des Kampfschwertes als Hieb- und Stichwaffe eindeutig hervor.
Beim Versetzen („Parieren“) wurde nach Möglichkeit vermieden mit der eigenen Schneide direkt vor die gegnerische Schneide zu schlagen (also Kraft gegen Kraft). Übliche Handhabung hingegen war es, die gegnerische Klinge leicht schräg seitlich in einem flachen Winkel zu treffen, um so kraft- und schneidenschonend zu arbeiten und dabei durch die leicht seitliche Impulskomponente den Angriff zur Seite zu versetzen.
Ein Schild oder Buckler wurde fast immer zusammen mit dem Schwert verwendet.

### Schärfe und Masse

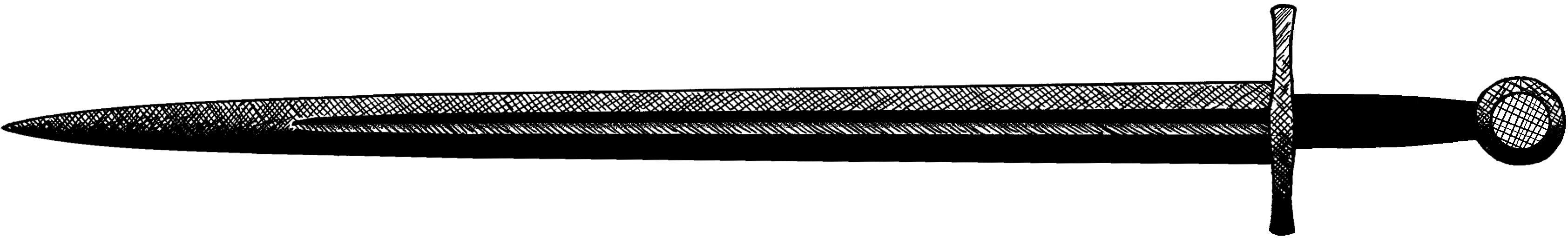
Ein typisches hochmittelalterliches Kampfschwert vom Typ XI–XII, welches zwischen 1100 und 1250 u. Z. als Reiter- und Schildkampfwaffe gebraucht wurde

Es existieren Untersuchungen, welche belegen, dass die übliche Masse eines Kampfschwertes zwischen 0,6 und 1,4 kg liegt. Die meisten Kampfschwerter des Hochmittelalters dürften hiermit um 1,1 bis 1,3 kg gewogen haben. Das oft zitierte und vielfach übertriebene Gewicht von 20 oder gar 40 Pfund (9 bis 18 kg) ist ein Fantasieprodukt der Moderne, bedingt durch romantische Verklärung des Mittelalters. Diese Vorstellungen werden auch durch die Dekorations- und Schaukampfschwerter verschuldet, welche dem Wesen nach keine Kampfschwerter sind, sondern rein visuelle Nachahmungen, die physisch nahezu keine Gemeinsamkeiten mit Originalen besitzen. Schwerter für Theater- und Schaukampf werden grundsätzlich als schwertähnliche Werkzeuge mit einer Schlagkante und Materialstärke bis zu 8 mm hergestellt, damit diese das Schlagen „Kante gegen Kante“ nahezu schadlos überstehen und somit den dramaturgischen Anforderungen genüge tun, was ihre Masse bedeutend in die Höhe treibt.
Die Schärfe des Schwertes wird maßgeblich durch den makroskopischen und mikroskopischen Aufbau der Schneiden bestimmt. Wie Originale zeigen waren der Klingenquerschnitt i. d. R. „linsenförmig“ und die Schneide besaß einen Schliffwinkel generell zwischen 30° und 45° was eine gute, wenn nötig „rasiermesserartige“ Schärfe ermöglicht. Oft wird behauptet, dass die europäischen Schwerter stumpfe Schneiden besaßen, ähnlich einem Schlageisen, solche Vorstellungen basieren jedoch auf typischen maschinell erzeugten 80° Schneiden moderner Repliken und Fehlinterpretation mittelalterlicher Klingen mit einem hexagonalen bzw. oktogonalen Querschnitt. Kein bekanntes europäisches Originalschwert, welches explizit für Hieb und Schnitt gedacht und gebaut wurde, hat die Klingengeometrie eines Meißels oder Schlageisens. Schlanke leicht konvexe Schneidenwinkel europäischer Originale entsprechen grundsätzlich jenen die auf japanischen oder orientalischen Klingen zu finden sind.
Es existieren zudem direkte archäologische Beweise wie die Massengräber der Schlacht von Towton und Visby, welche saubere glatte Schnitte an Knochen und Schädeln (inklusive Zahnwurzeln) erkennen lassen. Die Überreste von Richard III lassen ebenfalls scharfe Schnittwunden am Schädel erkennen. Solche Verletzungen erfordern entsprechend scharfe Klingen, und wenn man in Betracht zieht, dass in den Fechtmanuskripten des Spätmittelalters Hieb und Schnitt routinemäßig unterrichtet wurde ergibt sich aus den o.e. Schneidenwinkeln, Fechtbuch-Anweisungen und forensischen Befunden ein Gesamtbild, welches sich mit der modernen und weitgehend quellenfreien Idee der „stumpfen Schwertern des Mittelalters“ faktisch nicht vereinbaren lässt. Es ist zwar richtig, dass verschiedene Schwert- und Dolchtypen verschiedene Anforderungen an die Schärfe der Schneide stellten, zeitgenössische Tests mit modernen Entsprechungen der leinen- und wollebasierten Kleidung des Mittelalters zeigen eindeutig das benötigte Niveau der Schärfe, die für die Schnitttechnik aus den o.e. Fechtmanuskripten notwendig ist und welches sich nicht durch mehr „Muskelkraft“ oder Schwertgewicht kompensieren lässt.

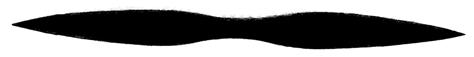
Der Querschnitt eines Schwertes aus dem 12. Jahrhundert; bei einer Klingendicke um 5 mm haben die Schneiden einen Winkel von ungefähr 28°

Die oft zitierte Notwendigkeit der Stumpfheit durch Metallrüstungen und parierendes Fechten nach dem Vorbild des modernen Fechtdegens wird durch keine Quellen gestützt, weder „auf Rüstungen wird wie mit Keulen eingeklopft“ noch „man schlägt wild Schneide gegen Schneide bis einer aufgibt“ ist in historischen Fechtquellen vorhanden. Um die Schneide vor zu schnellem Abstumpfen effektiv zu schützen, müsste man lediglich auf 1. korrektes Versetzen in flachem Winkel zur gegnerischen Klingenfläche hin, und 2. auf Streitkolben, Kriegshammer oder spezielle Harnischkampftechniken gegen Schwergepanzerte zurückgreifen.

### Effizienz
Die Wirksamkeit des Kampfschwertes wurde mittlerweile durch viele Versuche der experimentellen Archäologie direkt belegt. Eine etwa 1,2 kg schwere, historisch korrekt ausbalancierte, polierte und geschärfte Waffe ist durchaus imstande, menschliche Gliedmaßen mit einem Hieb abzutrennen und sogar Kettenrüstungen und Helme zu beschädigen. Die Maciejowski-Bibel sowie der Codex Manesse enthalten zahlreiche Abbildungen, wo durch das einhändige Kampfschwert Kettenrüstungen durchdrungen, Gliedmaßen abgeschlagen und Helme samt Schädel zerschnitten werden. Auch wenn das Spalten eines Helmes eher eine Übertreibung zu Glorifikationszwecken darstellt, ist die Wirkung auf Ringpanzer durchaus nachvollziehbar und reproduzierbar.
Laut Untersuchungen von A. Williams benötigt man um 170 J Aufprallenergie, um einen originalen Ringpanzer aus dem 15. Jh. mit einem Schwertsimulator so weit zu beschädigen, dass es mit theoretischer Lebensgefahr für den Träger verbunden wäre. Hierbei muss allerdings berücksichtigt werden, dass es immer erhebliche Qualitätsschwankungen der Rüstungen und Schwertwaffen gab und bei weitem nicht jede Rüstung so schlecht war, dass sie „mit Leichtigkeit“ durchschnitten werden konnte. Ein solcher Energiebetrag konnte bei einem schwergepanzerten Ritter (20 bis 25 kg Ganzkörper-Ringpanzer inkl. Helm) auf dem Schlachtross bei voller Geschwindigkeit durchaus aufgebracht werden, allerdings ist es zweifelhaft, dass ein partielles Durchschlagen des Ringpanzers den Gegner ernsthaft verletzen oder sofort töten würde, da der normalerweise darunterliegende Gambeson die Schock- und Schnittwirkung erheblich dämpfen dürfte. Auch machen die wissenschaftlichen Tests klar, dass weder „brutale Kraft“ noch „enormes Gewicht des Schwertes“ helfen könnten, eine hochmittelalterliche Ringpanzerung oder einen spätmittelalterlichen Plattenpanzer durch Hieb oder Schlag vollständig durchzuhauen.

## Neuzeitliche Breitschwerter
„Breitschwert“ ist eine direkte Übersetzung vom englischen broadsword, eine Bezeichnung für das neuzeitliche, auf den britischen Inseln verbreitete Korbgriffschwert (engl. basket-hilted sword) und mit ihm verwandte Typen. Die ursprüngliche englische Bezeichnung versteht sich als Gegensatz zum smallsword, einer Art von Degen. Folglich ist der Begriff „Breitschwert“ modernen Ursprungs und wurde im Mittelalter nicht verwendet.